# Herbert Rudley
Herbert Rudley (né le 22 mars 1910 à Philadelphie en Pennsylvanie et mort le 9 septembre 2006 à Los Angeles en Californie) est un acteur américain.

## Filmographie partielle
- 1940 : Abraham Lincoln (Abe Lincoln in Illinois) de John Cromwell - Seth Gale
- 1944 : La Septième Croix (The Seventh Cross) de Fred Zinnemann - Franz Marnet
- 1944 : Le mariage est une affaire privée (Mariage is a private affair), de Robert Z. Leonard - Ted Mortimer
- 1945 : Le Commando de la mort (A Walk in the Sun) de Lewis Milestone - Sergent Eddie Porter
- 1945 : Rhapsodie en bleu (Rhapsody in Blue) d'Irving Rapper - Ira Gershwin
- 1946 : La Rapace (Decoy) de Jack Bernhard
- 1948 : Jeanne d'Arc (Joan of Arc) de Victor Fleming - Isambard de la Pierre
- 1948 : Casbah (Casbah) de John Berry - Claude
- 1948 : Le Balafré (Hollow Triumph) de Steve Sekely - Marcy
- 1954 : Le Calice d'argent (The Silver Chalice) de Victor Saville - Linus
- 1955 : Le Bouffon du roi (The Court Jester) de Melvin Frank et Norman Panama - Capitaine de la Garde
- 1955 : Artistes et Modèles (Artists and Models) de Frank Tashlin - Samuels
- 1956 : Les monstres se révoltent (The Black Sleep) de Reginald Le Borg : Docteur Gordon Ramsey
- 1956 : La Proie des hommes (Raw Edge) de John Sherwood : Gerald Montgomery
- 1958 : Bravados (The Bravados) de Henry King - Le shérif Sanchez
- 1958 : Le Bal des maudits (The Young Lions) d'Edward Dmytryk - Capt. Colclough
- 1962 : Le Shérif de ces dames (Follow That Dream) de Gordon Douglas - Mr. Endicott
- 1980 : Falling in Love Again de Steven Paul - Mr Wellington